# Le Grand-Abergement
Pour les articles homonymes, voir L'Abergement (homonymie).
Le Grand-Abergement est une commune déléguée de la commune française de Haut Valromey, située dans le département de l'Ain en région Auvergne-Rhône-Alpes.
Les habitants du Grand-Abergement s'appellent les Pofs.

## Toponymie
En ancien francoprovençal, un abergement était un territoire donné par son suzerain à son vassal, paysan ou non, et moyennant une redevance annuelle. Ce mode de location à très long terme avait pour but de favoriser le défrichement des terres et le développement agricole.
On trouve également trois autres communes dans l'Ain portant ce nom typique du Jura débordant également en Saône-et-Loire, dans la Côte-d'Or et le Doubs : L'Abergement-Clémenciat, Le Petit-Abergement, L'Abergement-de-Varey. Il semble désigner des concessions agricoles à des colons du XIe au XVe siècle.
Il existe dans le Jura une commune au nom quasi-homonyme, Abergement-le-Grand.

## Histoire
Commune dès 1790, Le Grand-Abergement est fusionné le 1er janvier 2016 avec Hotonnes, Le Petit-Abergement et Songieu au sein de la commune nouvelle de Haut Valromey.

## Politique et administration

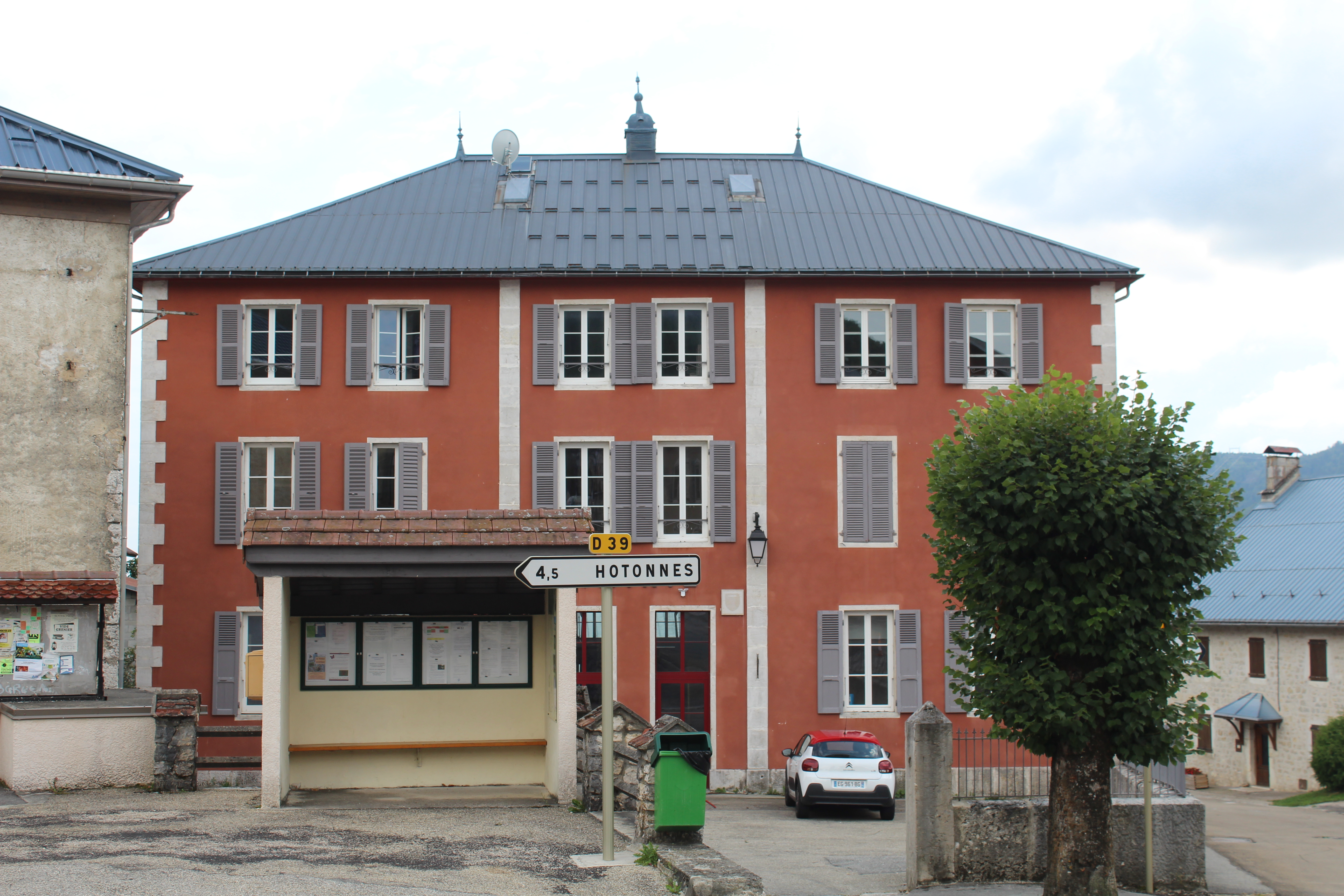
Mairie.

| Période                                  | Période | Identité          | Étiquette | Qualité        |
| ---------------------------------------- | ------- | ----------------- | --------- | -------------- |
| 1995                                     | 2008    | Laurence Reydelet |           | Réélue en 2001 |
| 2008                                     | 2014    | Denise Jouvray    |           |                |
| 2014                                     | 2016    | Jean Roche        |           |                |
| Les données manquantes sont à compléter. |         |                   |           |                |

| Période | Période  | Identité        | Étiquette | Qualité |
| ------- | -------- | --------------- | --------- | ------- |
| 2016    | 2020     | Jean Roche      |           |         |
| 2020    | En cours | Nathalie Gallet |           |         |

## Démographie
L'évolution du nombre d'habitants est connue à travers les recensements de la population effectués dans la commune depuis 1793. Pour les communes de moins de 10 000 habitants, une enquête de recensement portant sur toute la population est réalisée tous les cinq ans, les populations de référence des années intermédiaires étant quant à elles estimées par interpolation ou extrapolation. Pour la commune, le premier recensement exhaustif entrant dans le cadre du nouveau dispositif a été réalisé en 2004.
En 2018, la commune comptait 121 habitants, en évolution de +3,42 % par rapport à 2012 (Ain : +5,15 %, France hors Mayotte : +2,11 %).
| 1793 | 1800 | 1806 | 1821 | 1831 | 1836 | 1841 | 1846 | 1851 |
| ---- | ---- | ---- | ---- | ---- | ---- | ---- | ---- | ---- |
| 693  | 692  | 761  | 729  | 791  | 834  | 767  | 800  | 769  |

| 1856 | 1861 | 1866 | 1872 | 1876 | 1881 | 1886 | 1891 | 1896 |
| ---- | ---- | ---- | ---- | ---- | ---- | ---- | ---- | ---- |
| 758  | 735  | 655  | 618  | 630  | 631  | 630  | 652  | 605  |

| 1901 | 1906 | 1911 | 1921 | 1926 | 1931 | 1936 | 1946 | 1954 |
| ---- | ---- | ---- | ---- | ---- | ---- | ---- | ---- | ---- |
| 558  | 512  | 466  | 410  | 345  | 325  | 316  | 271  | 204  |

| 1962 | 1968 | 1975 | 1982 | 1990 | 1999 | 2004 | 2006 | 2009 |
| ---- | ---- | ---- | ---- | ---- | ---- | ---- | ---- | ---- |
| 148  | 116  | 87   | 80   | 96   | 108  | 106  | 103  | 106  |

| 2014 | 2018 | - | - | - | - | - | - | - |
| ---- | ---- | - | - | - | - | - | - | - |
| 136  | 121  | - | - | - | - | - | - | - |

## Culture locale et patrimoine

### Lieux et monuments

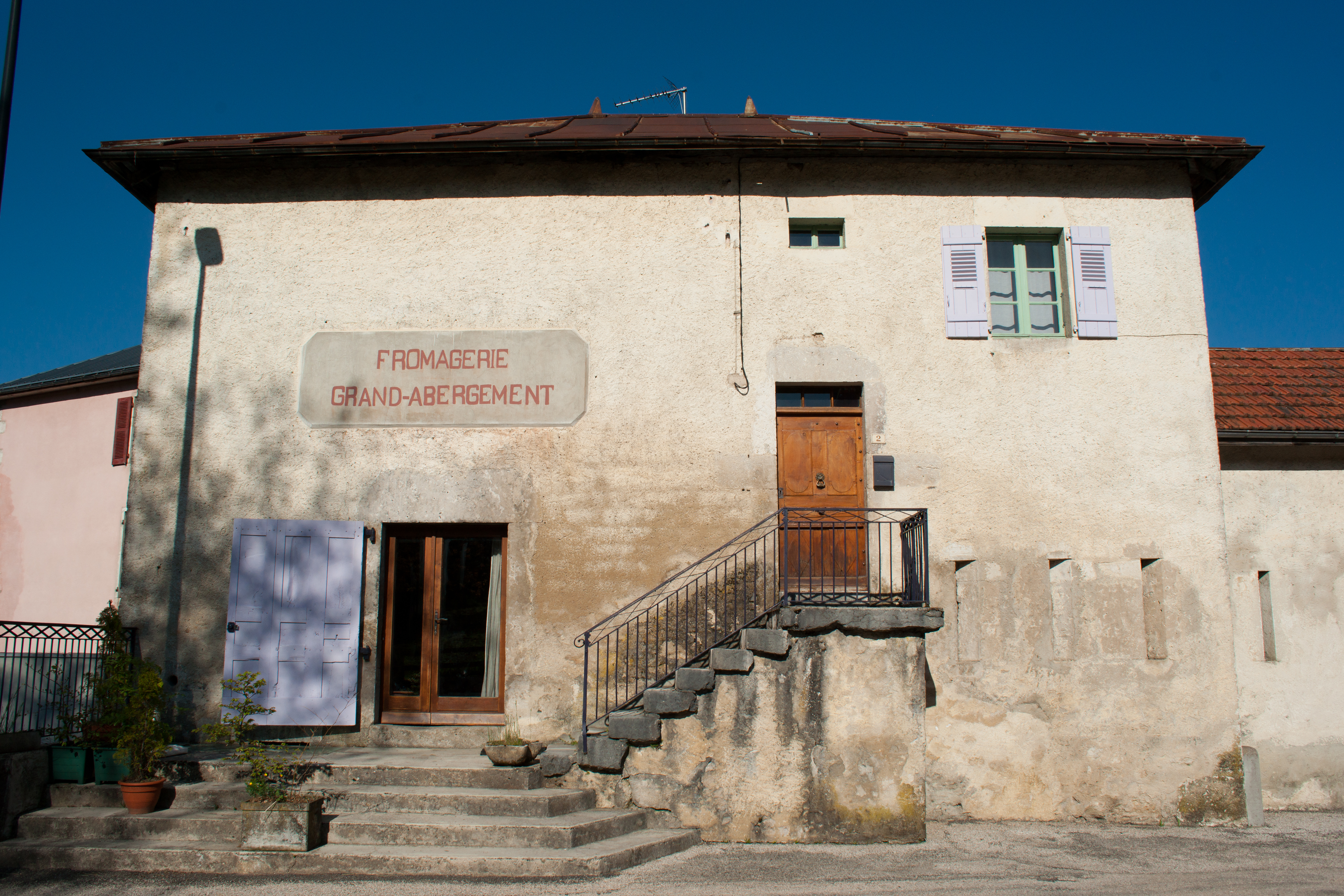
La fromagerie du village.

- Belles fermes bugistes imposantes, ayant un dreffia sur une façade (balcon de bois sur lequel était mis à sécher le bois de chauffage), abritant les hommes et les bêtes ainsi que les réserves pour passer les mois d'hiver.

- Maisons gardant des traces de l'Histoire : frises Renaissance, croix templières, changement des pentes des toits avec l'évolution des matériaux de couverture (chaume, tavaillon, ardoises, tuiles, bac en acier.

- Ancienne fruitière à comté (fromagerie).

- Chapelle de Retord située sur le territoire communal.